# Det' lige mig
Det' lige mig è il quinto album della cantante danese Lotte Riisholt, pubblicato il 1º aprile 2014.

## Tracce
1. Hey Honey – 3:20
2. Stjerneskud og måneskin – 2:58
3. Det var mer end en sommerflirt – 2:58
4. Den gamle jukebox – 3:04
5. Det kan jeg li' – 3:13
6. Hvis du kan li' mig – 2:56
7. Det du gør ved mig – 3:00
8. Hvem er du? – 3:00
9. Så er vi på den igen – 3:00
10. Fyren fra festen – 2:59
11. Bli' her hos mig – 2:52
12. Ja, yes, si si og oui – 3:03

## Classifiche
| Classifica (2014) | Posizione massima |
| ----------------- | ----------------- |
| Danimarca         | 26                |